# 田村慶子
田村 慶子（たむら けいこ、1957年10月21日 - ）は、日本の政治学者、北九州市立大学教授。専門はシンガポール政治。

## 略歴
福井県生まれ。1980年津田塾大学学芸学部国際関係論卒、同大学院修士課程修了、1987年九州大学大学院博士課程満期退学、1999年「現代シンガポール政治研究 人民行動党の一党支配確立と国民国家の創造」で、九州大学より博士（法学）。
1989年下関市立大学経済学部講師、1991年助教授、1997年北九州市立大学法学部教授となる。2020年より法学部長（～2023）。

## 著書
- 『「頭脳国家」シンガポール 超管理の彼方に』1993 講談社現代新書
- 『マレーシアとシンガポールにおける女性と政治 ナショナリズム・国家建設・ジェンダー 客員研究員研究』アジア女性交流・研究フォーラム 1999
- 『シンガポールの国家建設 ナショナリズム、エスニシティ、ジェンダー』明石書店 (明石ライブラリー) 2000
- 『多民族国家シンガポールの政治と言語 「消滅」した南洋大学の25年』明石書店 (明石ライブラリー) 2013
- 『シンガポールの基礎知識』めこん (アジアの基礎知識) 2016

### 共編著
- 『アジアの社会変動とジェンダー』篠崎正美共編著 明石書店 1999
- 『シンガポールを知るための60章』編著 明石書店 (エリア・スタディーズ)2001
  - 『シンガポールを知るための62章』編著 明石書店 (エリア・スタディーズ) 2008
  - 『シンガポールを知るための65章』編著 明石書店 (エリア・スタディーズ) 2013
- 『東南アジアのNGOとジェンダー』織田由紀子共編著 明石書店 2004
- 『現代アジア研究 1 越境』高原明生,佐藤幸人共編著 慶應義塾大学出版会 2008
- 『東南アジア現代政治入門』清水一史,横山豪志共編著 ミネルヴァ書房 2011
- 『シンガポール謎解き散歩』本田智津絵共著 KADOKAWA(中経の文庫) 2014

### 翻訳
- ギャリー・ロダン『シンガポール工業化の政治経済学 国家と国際資本』岩崎育夫共訳 三一書房 1992

## 論文
- <田村慶子